# Ferula hexiensis
Ferula hexiensis är en flockblommig växtart som beskrevs av K.M.Shen. Ferula hexiensis ingår i släktet stinkflokesläktet, och familjen flockblommiga växter. Inga underarter finns listade i Catalogue of Life.